# Berżewicz
Berżewicz (Berżewiczy) – polski herb szlachecki z nobilitacji.

## Opis herbu
Na tarczy czterodzielnej w krzyż, w polach I i IV błękitnych, kozioł czarny w biegu, w II i III orzeł biały polski.
W klejnocie nad hełmem w koronie taki sam orzeł.

## Historia herbu
Nadany 17 stycznia 1583 lub w 1576 roku Marcinowi Berżewiczowi wraz z tytułem barona inflanckiego, przez Stefana Batorego.

## Herbowni
Berżewicz.